# Critérium International 1985
Il Critérium International 1985, cinquantaquattresima edizione della corsa, si svolse dal 23 al 24 marzo su un percorso di 276 km ripartiti in 3 tappe, con partenza a Juan-les-Pins e arrivo a Antibes. Fu vinto dall'irlandese Stephen Roche della Redoute davanti al francese Charly Berard e all'irlandese Sean Kelly. Dopo le due vittorie di Kelly nelle edizioni immediatamente precedenti, fu il terzo successo consecutivo di un irlandese in questa competizione.

## Tappe
| Tappa  | Data     | Percorso                              | km  | Vincitore di tappa | Leader cl. generale |
| ------ | -------- | ------------------------------------- | --- | ------------------ | ------------------- |
| 1ª     | 23 marzo | Juan-les-Pins > Juan-les-Pins         | 179 | Sean Kelly         | Sean Kelly          |
| 2ª     | 24 marzo | Juan-les-Pins > Caussols              | 84  | Charly Berard      | Charly Berard       |
| 3ª     | 24 marzo | Antibes > Antibes (cron. individuale) | 13  | Stephen Roche      | Stephen Roche       |
| Totale | Totale   | Totale                                | 276 |                    |                     |

## Dettagli delle tappe

### 1ª tappa
- 23 marzo: Juan-les-Pins > Juan-les-Pins – 179 km

| Pos. | Corridore     | Squadra       | Tempo    |
| ---- | ------------- | ------------- | -------- |
| 1    | Sean Kelly    | Skil          | 4h24'38" |
| 2    | Charly Mottet | Renault-Elf   | s.t.     |
| 3    | Steve Bauer   | La Vie Claire | s.t.     |

| Pos. | Corridore  | Squadra | Tempo    |
| ---- | ---------- | ------- | -------- |
| 1    | Sean Kelly | Skil    | 4h24'38" |

### 2ª tappa
- 24 marzo: Juan-les-Pins > Caussols – 84 km

| Pos. | Corridore     | Squadra       | Tempo    |
| ---- | ------------- | ------------- | -------- |
| 1    | Charly Berard | La Vie Claire | 2h29'34" |
| 2    | Charly Mottet | Renault-Elf   | a 15"    |
| 3    | Sean Kelly    | Skil          | s.t.     |

| Pos. | Corridore     | Squadra       | Tempo |
| ---- | ------------- | ------------- | ----- |
| 1    | Charly Berard | La Vie Claire |       |

### 3ª tappa
- 24 marzo: Antibes > Antibes (cron. individuale) – 13 km

| Pos. | Corridore              | Squadra     | Tempo  |
| ---- | ---------------------- | ----------- | ------ |
| 1    | Stephen Roche          | La Redoute  | 16'40" |
| 2    | Laurent Fignon         | Renault-Elf | a 4"   |
| 3    | Jean-Luc Vandenbroucke | La Redoute  | a 9"   |

| Pos. | Corridore     | Squadra       | Tempo    |
| ---- | ------------- | ------------- | -------- |
| 1    | Stephen Roche | La Redoute    | 7h11'07" |
| 2    | Charly Berard | La Vie Claire | a 3"     |
| 3    | Sean Kelly    | Skil          | a 27"    |

## Classifiche finali

### Classifica generale
| Pos. | Corridore             | Squadra        | Tempo    |
| ---- | --------------------- | -------------- | -------- |
| 1    | Stephen Roche         | La Redoute     | 7h11'07" |
| 2    | Charly Berard         | La Vie Claire  | a 3"     |
| 3    | Sean Kelly            | Skil-Sem-KAS   | a 27"    |
| 4    | Greg LeMond           | La Vie Claire  | a 29"    |
| 5    | Charly Mottet         | Renault-Elf    | a 33"    |
| 6    | Robert Millar         | Peugeot-Shell  | a 42"    |
| 7    | Joop Zoetemelk        | Kwantum Hallen | a 44"    |
| 8    | Pascal Simon          | Peugeot-Shell  | a 52"    |
| 9    | Jean-François Bernard | La Vie Claire  | a 53"    |
| 10   | Robert Forest         | Peugeot-Shell  | a 1'01"  |